# Vetro flint
Il vetro flint è una qualità di vetro che ha un indice di rifrazione particolarmente alto (1,6-1,89) e dispersione attorno a 0,017. Queste caratteristiche lo rendono adatto per vetri d'ottica quali prismi per rifrattometri e lenti acromatiche. L'elevato indice di rifrazione fa sì che la lucentezza di questa qualità di vetro ricordi quella del diamante e, pertanto, venne usata per le gemme dei lampadari di cristallo e per realizzare altri oggetti di pregio, con la denominazione generica di cristallo (cristallo al piombo o vetro di selce).

Dispersione con vetro crown e vetro flint

Combinazione vetro crown con vetro flint

## Storia
Il nome deriva dalla selce, in lingua inglese "flint". Prodotto per la prima volta in Inghilterra nel 1750, ha formulazione variabile. La composizione classica (come descritta da Bouchardat) è la seguente:
Composto di 100 parti di sabbia purificata; 60 di piombo rosso; 30 di potassa purificata, al che si aggiunge un po' d'ossido nero di manganese e talvolta un po' di nitro e d'arsenico...

## Composizione
- Quarzo (SiO2): ca. 62 %
- Ossido di sodio (Na2O): ca. 6 %
- Ossido di potassio (K2O): ca. 8 %
- Monossido di piombo (PbO): ca. 24 %